# Thomas Sheafe
Thomas Sheafe DD (falecido em 12 de dezembro de 1639) foi cónego de Windsor de 1614 a 1639.

## Carreira
Ele foi King's Scholar no Eton College e, em seguida, educado no King's College, Cambridge, onde se formou BA em 1585, MA em 1588, BD em 1595 e DD em 1606.
Ele foi nomeado:
- Reitor de Welford e Withambrook, Berkshire 1597

Ele foi nomeado para a nona bancada da Capela de São Jorge, Castelo de Windsor em 1614, posição que ocupou até 1639.

## Publicações
- Vindiciae Senectutis, ou um apelo pela velhice. Publicado em Londres em 1639.[2]